# SpaceX CRS-26
SpaceX CRS-26 – bezzałogowa misja zaopatrzeniowa statku Dragon 2 firmy SpaceX do Międzynarodowej Stacji Kosmicznej. Start rakiety miał miejsce w listopadzie 2022. Kapsuła SpaceX Dragon-2 dotarła do ISS dzień później i zadokowała do modułu Harmony.